# Aatto Pietikäinen
Aatto Johannes Pietikäinen  (* 7. Oktober 1921 in Kuopio; † 2. April 1966 in Kouvola) war ein finnischer Skispringer.
Bei den Olympischen Winterspielen 1948 in St. Moritz wurde er auf der Normalschanze mit Sprüngen von 69 m und 68 m und insgesamt 215,4 Punkten Achter.
Aatto ist der Bruder der ebenfalls erfolgreichen Skispringer Matti Pietikäinen und Lauri Pietikäinen.